# روي كول
روي كول هو لاعب رماية كندي، ولد في 8 أبريل 1912 في هاميلتون في كندا، وتوفي في 22 نوفمبر 1999.

## وصلات خارجية
- روي كول على موقع أوليمبيديا (الإنجليزية)